# Mario Ceconi di Montececon
Mario Ceconi di Montececon (Trieste, 21 marzo 1893 – Milano, 11 aprile 1980) è stato uno scultore italiano.

## Biografia
Era figlio del conte Giacomo Ceconi un imprenditore edile di Pielungo (frazione di Vito d'Asio, all'epoca in provincia di Udine) e della sua quarta moglie Giuseppina Novak. Le quattro statue di Alfonso Canciani, sulla facciata del maniero neogotico Ceconi, a Pielungo, sono le prime sculture che egli abbia ammirato. Rappresentano Dante Alighieri, Francesco Petrarca, Ludovico Ariosto e Torquato Tasso.
Dopo la morte del padre, nel 1910, Mario Ceconi abbandonò gli studi liceali e si trasferì a Venezia, dove divenne amico di Arturo Martini e si dedicò alla pittura, sotto la guida del pittore triestino Pietro Fragiacomo. Iniziò a scolpire, ma come autodidatta. Il suo esordio è del 1911, a una mostra veneziana alla galleria Ca' Pesaro. Nel 1912 espose a Firenze e al Salon d'Automne di Parigi. Seguirono mostre a Gand, a Udine, a Monaco di Baviera. Partecipò alle prime tre esposizioni della Secessione Romana (in quella del 1915 fece conoscere la Maschera del Padre, una scultura di forte espressività). A Roma presentò la prima personale, con 17 opere scultoree, di cui alcune, come L'Uomo-Dio e Visione della monaca morta, anche nel titolo evidenziavano la derivazione simbolista.
Si ispirava nei primi tempi alla scultura tardo ottocentesca, ad Auguste Rodin e a Medardo Rosso; recuperò poi la grande tradizione della scultura rinascimentale, in particolare Donatello, e il respiro più misurato della classicità. Negli anni quaranta, in particolare nelle figure a soggetto mitologico, derivò da Arturo Martini un vitalismo a carattere espressionista. Nel 1934 scolpì il busto, ora in piazza Patriarcato a Udine, dello statista e giurista friulano Giuseppe Girardini (1865-1923).
Nel 1967 era presente a Firenze, alla mostra Arte moderna in Italia, 1916-35, curata da Carlo Ludovico Ragghianti.
Sue opere sono conservate alle Gallerie d'Arte Moderna di Udine, di Milano e di Monaco di Baviera, a Palazzo Pitti a Firenze, al Museo civico d'arte di Pordenone e al Museo Revoltella Trieste. Un ritratto di Mario Ceconi di Montececon è stato dipinto da Vincenzo de Stefani.

### Altre sue sculture
- L'Esotica, bronzo patinato, firmata
- Nudo accovacciato, 1928, bronzo
- Donna con cappello, 1931, bronzo